# Красноглазый виреон
Красноглазый виреон (лат. Vireo olivaceus) — певчая птица семейства виреоновых.

## Описание
Красноглазый виреон длиной 12,5 см. Оперение макушки головы светло-серое, спина немного более тёмная, «бровь» белая, нижняя часть тела белая, через глаза проходит тёмная полоса, глаза красные.
Призыв состоит из двух-трёхсложного «чи-вит». Песня состоит из ряда коротких строф и щебечущего звука «чививи», «чиррчирр».

## Распространение
Красноглазый виреон — это неарктическая и неотропическая гнездящаяся птица полярных, лесных и субтропических зон от Северной Америки до середины Южной Америки.
Птица гнездится в лесах и светлых лесных ландшафтах на обширной территории Канады и Соединённых Штатов. На зимовку она мигрирует на юг до Уругвая.
2 подвида, в том числе номинативная форма, обитают в Северной Америке, другие 10 подвидов живут в Центральной и Южной Америке. Это один из самых частых видов лесных птиц Северной Америки.
В Европе красноглазый виреон редкая гостевая птица. Тем не менее, с 1970-х годов он ежегодно встречается в Великобритании и Ирландии, являясь самым частым наблюдаемым неарктическим видом певчих птиц. В Центральной Европе он встречается исключительно редко.

## Образ жизни
Красноглазый виреон скрывается в кронах деревьев, однако, в течение периода гнездования можно услышать его пение. Осенью и зимой птица питается плодами и ягодами, в течение большей части времени преимущественно насекомыми.
Благодаря исследованиям Луизы де Кирилин Лоуренс известно,  что певчая птица способна произвести 22,197 различных позывок за один день.

## Размножение
Гнездо — это сложно сплетённое строение из растительных материалов и паутины, набитое шерстью животных и травами и подвешенное на ветви дерева. В кладке от одного до пяти яиц. Гнездовыми паразитами вида являются буроголовый коровий трупиал и блестящий коровий трупиал.